# Erdős Armand
Erdős Armand, születési nevén Eibenschütz Ármin (Pest, 1872. szeptember 3. – Bécs, 1920. augusztus 1.) zeneszerző, zenekritikus.

## Élete
Eibenschütz Sándor (1842–1904) posztókereskedő és Engl Zsófia fia. Az Egyetértés-nek, majd a Független Magyarország-nak szerkesztőségében működött. 1904-től az Egyetértés tulajdonosa és kiadóhivatali igazgatója volt. Az első világháború alatt Bécsbe költözött és ott mint az Elbemühl-lapok (Fremdenblatt, Extrablatt) igazgatója és zenekritikusa működött. Sok aktuális zenekritikája mellett két nagyobb tanulmányt is írt: Nők a művészetben és Modern operastil címmel. Megzenésítette William Shakespeare Julius Caesar-ját és vagy ötvenet Heinrich Heine dalaiból.

## Családja
Felesége Rónay Ida volt, akit 1904. szeptember 6-án Budapesten, a Terézvárosban vett nőül. Lánya Erdős Lilly volt.